# Det kommer mera
Det kommer mera var ett familjeunderhållningsprogram med lekar, tävlingar och musik som sändes i SVT under perioden 11 september 1993–20 april 1996. Arne Hegerfors och, till en början Martin Timell, var programledare. Sedermera ersattes Timell av Anders Lundin. Producenter var Gunilla Nilars och Lena Fürst. Namnet uppkom då producenterna presenterade programidén för SVT:s dåvarande nöjeschef Sven Melander. De visade upp det ena programinslaget efter det andra, och Melander tyckte att "Det kommer mera" var ett passande namn på ett sådant program.
Bland artisterna som medverkade ingick David Bowie, Harry Belafonte, Sting, Bee Gees, Lill-Babs, Sven-Ingvars, Smokie. Ett stående inslag var mentometertävlingen "Tyck och tryck". Michael B. Tretow skrev signaturmelodin. Peo Jönis och Satin Dolls var husband liksom Anders "Henkan" Henriksson med band.